# Ceinture de Metz
La ceinture de Metz, aussi appelée ligne de Metz-Sablon à Woippy, est une ligne de chemin de fer française de la Moselle. Elle relie la gare de triage de Metz-Sablon à la gare de Woippy.
Elle constitue la ligne no 192 000 du réseau ferré national.

## Histoire
Cette ligne est mise en service le 16 novembre 1854, par la Compagnie des chemins de fer de l'Est.
Sur cette ligne, se trouve la gare de Metz-Devant-les-Ponts, qui fut la première gare aux marchandises de la ville.

## Exploitation
La ligne permet aux trains de fret venant de la ligne de Réding à Metz-Ville et se dirigeant vers la ligne de Metz-Ville à Zoufftgen (ou inversement) de contourner la gare de Metz-Ville.
Elle permet en outre de desservir la gare de Metz-Devant-les-Ponts, restant ouverte au service du fret.